# Barrio de Santiago (Madrid)

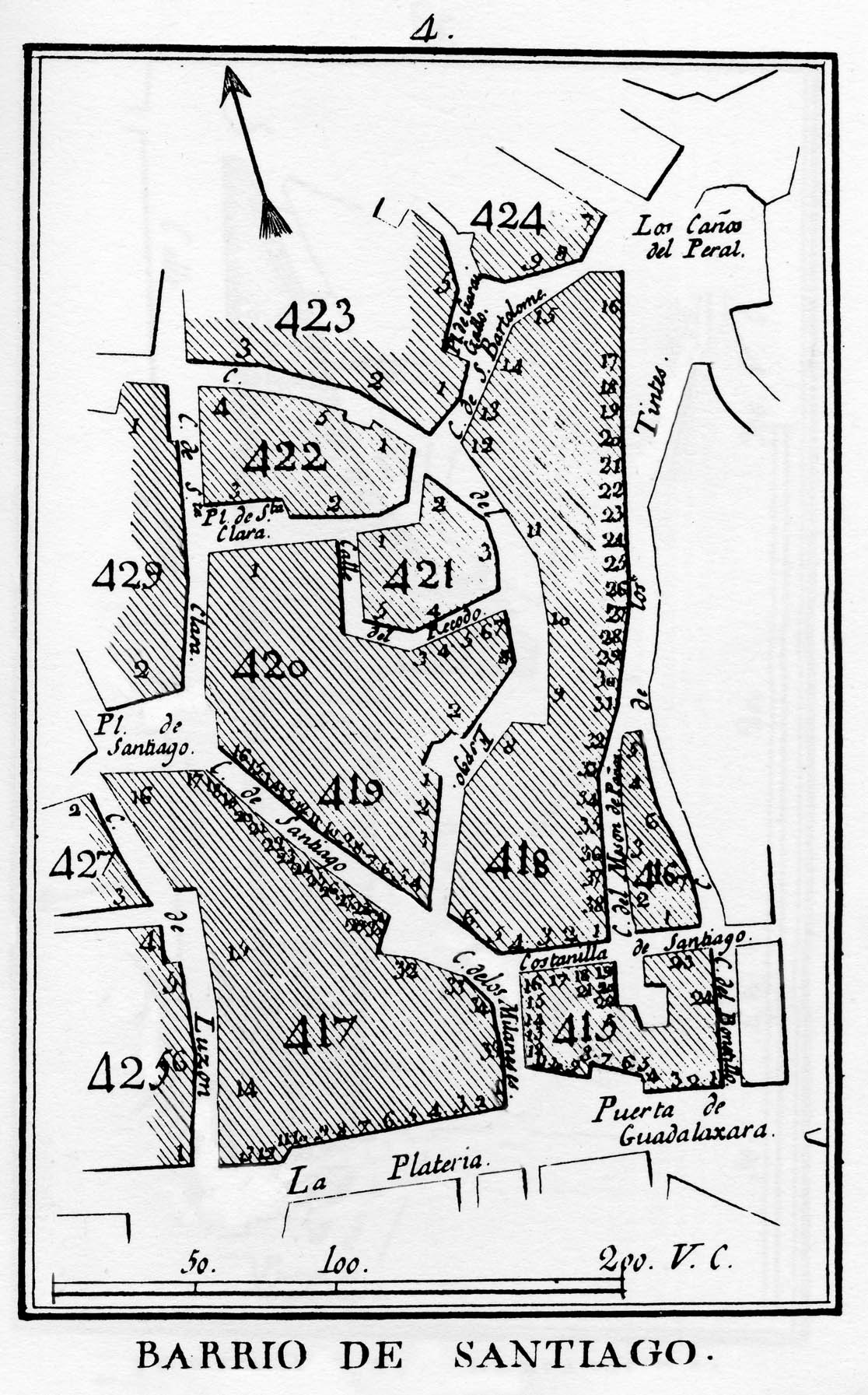
Barrio de Santiago en 1800. Autor Fausto Martínez de la Torre

El barrio de Santiago fue una demarcación del antiguo Madrid cuando su distribución urbana estaba dividida en cuarteles (o quarteles) que a su vez comprendían distintos barrios. El «quartel de la Plaza» contaba con ocho barrios uno de los cuales era este de Santiago que al igual que los otros se componía de manzanas numeradas en las que se abrían las distintas viviendas. Heredó el espacio del perímetro del Madrid medieval en las cercanías del alcázar árabe, segundo recinto amurallado de Madrid. En el libro-plano de Fausto Martínez de la Torre que vio la luz en la imprenta de Joseph Doblado —en Madrid en 1800— se describen los límites del barrio:

Principia en la esquina de Puerta de Guadalajara, baxa por las calles del Bonetillo y de los tintes, mano izquierda, sube por la de San Bartolomé, a las del Espejo y Santa Clara, Plazuela de Santiago y calle del Luzon, todo ambas aceras, sale a la esquina de la Parroquia de San Salvador, y continúa esta acera por la Platería, hasta la esquina en que tuvo principio.

Algunas de las calles nombradas cambiaron su título después a lo largo de los años y otras simplemente desaparecieron para dar lugar a una nueva urbanización más de acuerdo con las necesidades de cada momento. La historia de este barrio es la historia de sus calles, casas, iglesias y conventos. 

## Historia
Cuando el rey Alfonso VI llevó a cabo la conquista de Madrid y entró en la urbe llevaba en su séquito a los caballeros de la orden de Santiago que se fueron instalando en esta zona cercana al alcázar creando el epónimo. Los pobladores que encontraron eran mozárabes cuya religión gozaba de la tolerancia de los musulmanes. Había por entonces tres iglesias muy antiguas: San Juan —que más tarde daría lugar al barrio de San Juan que después se unió con el de Santiago—, iglesia de Santiago y la de San Salvador. Se fueron formando a su vez tres calles con estos mismos nombres; este barrio primitivo era pequeño, con un caserío apiñado y calles estrechas. Tras la llegada de los caballeros de Santiago el barrio se fue extendiendo con casas y con huertas. El núcleo principal lo seguía constituyendo la plaza de Santiago con sus dos antiguas iglesias, San Juan y Santiago. Durante muchos años estas dos calles de San Juan y Santiago fueron las más importantes, testigos además de especiales acontecimientos históricos, como fue el asesinato de Juan de Escobedo. También se consideraba importante la calle de Santa Clara no solo por su convento sino por el hecho de residir en ella algunos personajes ilustres como Álvaro de Luna. 
Durante la época de los Austrias el barrio —que había obtenido un enorme prestigio— acogió personajes de la talla Antonio Pérez, princesa de Éboli, Escobedo, Álvaro de Luna, Julián Romero (maestre de campo y famoso en la batalla de San Quintín), el pintor Velázquez (enterrado en San Juan), la infanta Margarita de Austria, hija de Felipe IV (bautizada en San Juan), Calderón de la Barca.

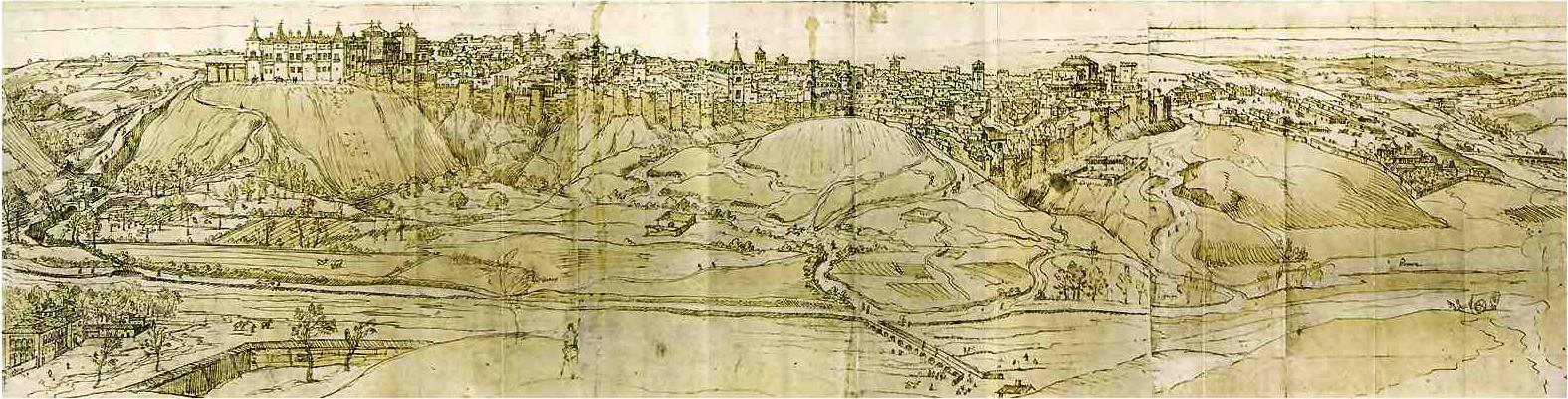
Vista de Madrid desde la orilla del río Manzanares en que se aprecian las torres de San Juan y San Salvador; dibujo preparatorio de Anton van den Wyngaerde para Villes d'Espagne, 1562

El viejo barrio cercano al alcázar que primero había ocupado el recinto musulmán y más tarde el cristiano de la Edad Media, desapareció bajo la piqueta durante la guerra de la Independencia Española cuando José Bonaparte mandó destruir los edificios, las iglesias y las calles con la pretensión de convertir el espacio en una zona abierta y amplia que conduciría por grandes avenidas al palacio real.
Hasta principios del siglo XIX el  viejo barrio se había ido manteniendo más o menos modificado. En el siglo XX se podía contemplar como un espacio decimonónico con algunas calles estrechas, recodos y plazuelas. No queda vestigio de las casas medievales o de la época de los Austria pero sí quedan algunos ejemplares de los siglos XVII y XIX 
que conviven con los modernos del siglo XX.
El barrio tiene gran actividad comercial con restaurantes de todo tipo, tiendas de música, bares, casas de huéspedes, confiterías y diversos establecimientos. Es un barrio con vida aunque no vida bullanguera donde la calle de Santiago que subsiste desde los comienzos es una de las más animadas.

## Recorrido por las calles

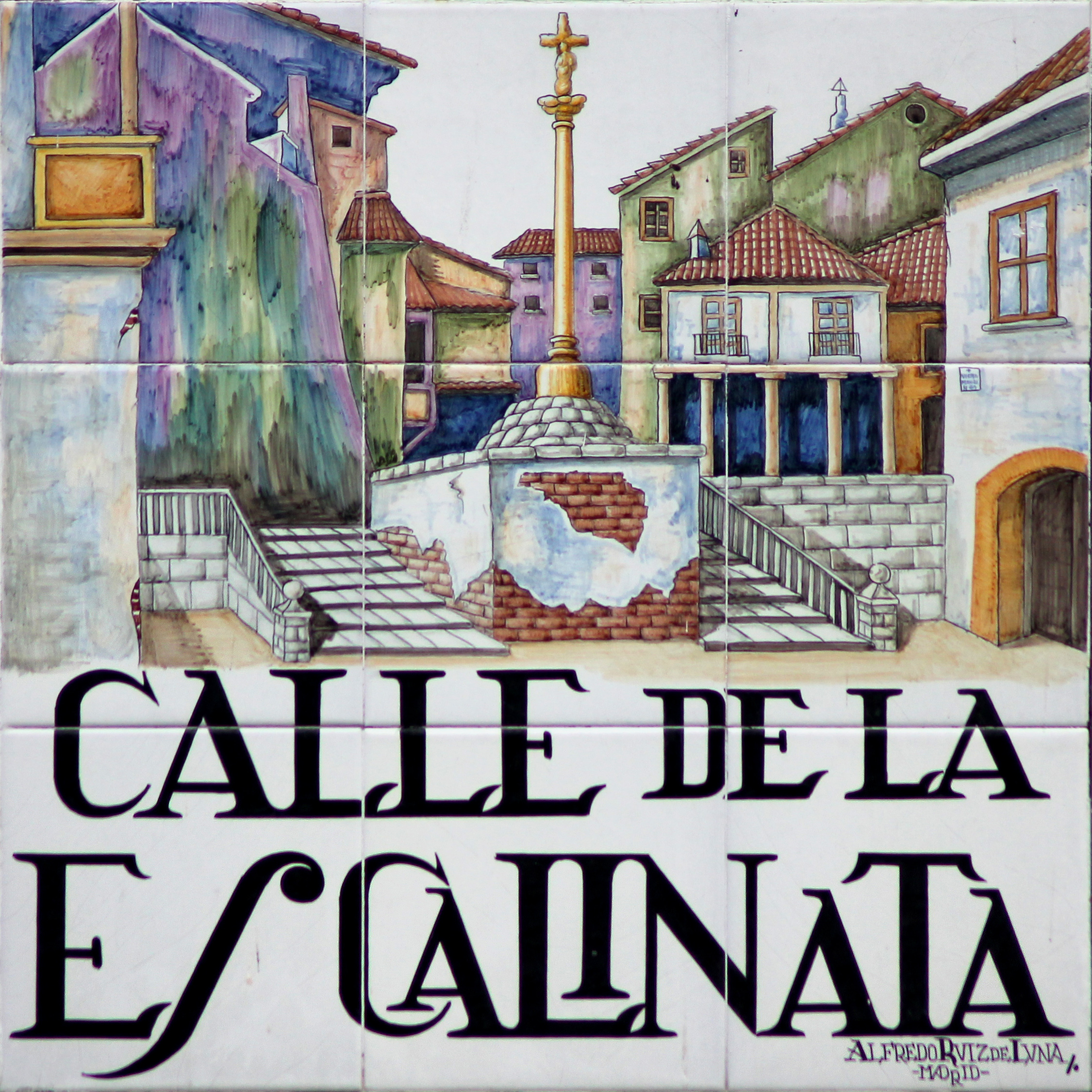
Calle de los Tintes o de la Escalinata

En el extremo suroriental de este espacio se encontraba la puerta de Guadalajara que formaba parte de la primera muralla, muy cerca de la calle de los Milaneses. Esta puerta fue construida en el siglo XII, reconstruida en el siglo XVI y en 1582 desapareció a causa de un incendio. Nunca más se construyó pues se consideró que resultaba inútil para los tiempos pero el entorno siguió conservando el topónimo.
Siguiendo hacia el norte se accede a la calle del Bonetillo cuyo título se ha venido relacionando con una leyenda de trama romántica y espeluznante con fantasmas y aparecidos. Lo cierto es que la primera fábrica de sombreros de Madrid estuvo en este lugar y como muestra o reclamo ostentaba un bonete o bonetillo. En el plano de Espinosa figura este nombre en el tramo de calle que va desde la calle Mayor hasta la que fue costanilla de Santiago y su continuación se llamaba calle de los Tintes que es conocida como calle de la Escalinata.
La calle de los Tintes o de la Escalinata desemboca en la plaza de Isabel II —o plaza de la Ópera— pero no siempre fue así pues durante mucho tiempo era un barranco colindante con la muralla y después en el siglo XIII sus tierras estuvieron sembradas con productos hortelanos y con jardines.
La calle de San Bartolomé discurría desde los Caños del Peral (plaza de Isabel II) hasta la calle del Espejo. Fue una de las calles que desaparecieron completamente con los derribos de José Bonaparte pero cuando terminó la guerra el espacio fue recuperado con el nombre de calle de la Independencia. En el número 2 murieron Joaquín Espín y Guillén y su hijo Joaquín Espín y Pérez de Colbrand que fueron directores del Teatro Real.

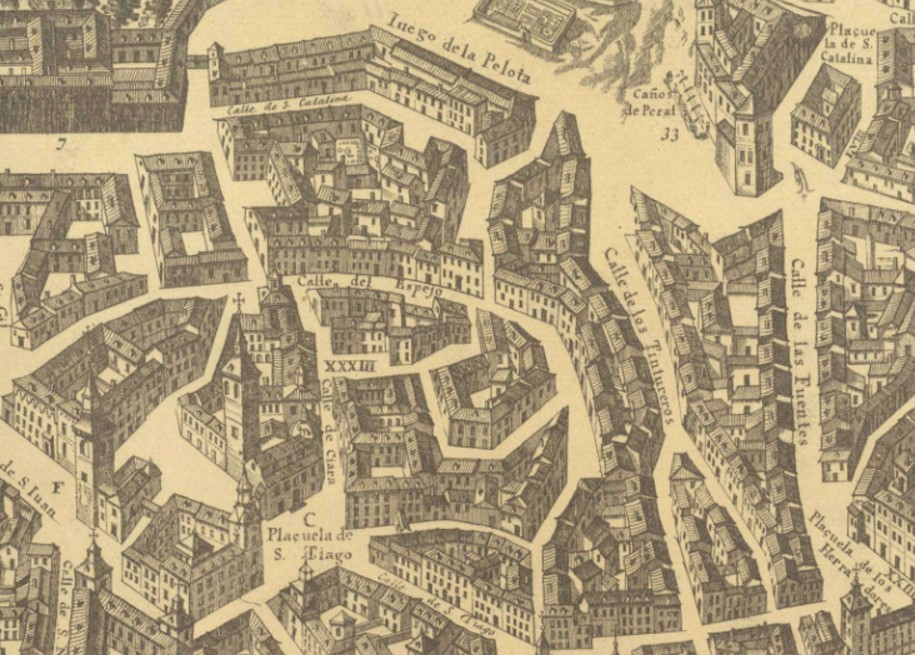
Sección del plano de Texeira (año 1656) donde se puede apreciar la calle del Espejo y la gran curva que traza

La calle del Espejo no ha cambiado ni de nombre ni de dirección. Desde la calle de Santiago hace su recorrido hasta encontrarse con la calle de la Independencia (San Bartolomé antiguo). Es otra de las calles cuyo topónimo se alimenta en la leyenda sin base histórica. La tradición cuenta que tras la embestida del rey cristiano Ramiro II de León los árabes fortificaron de nuevo todo lo destruido y en la muralla levantaron unas atalayas cuyo nombre latino era specula y de ahí quedó el nombre de espejo. La línea de la muralla ocupaba el trazado de esta calle y se sabe que algunas casas clavan sus cimientos en las piedras de aquella muralla. En el número 9 de esta calle vivió y murió el músico Juan Daniel Sokondopale que fue director de la orquesta del teatro Real. En el número 4 vivió y murió Ángela Grassi, escritora y periodista. Su padre era un modesto músico italiano afincado en Madrid. En la esquina con la calle de Santiago se conservó hasta mediados del siglo XIX la vivienda donde había nacido el 8 de diciembre de 1624 la Beata Mariana de Jesús.
Siguiendo el recorrido perimetral desde la calle del Espejo que a la altura de San Bartolomé hace una curva y se dirige al oeste, se llega a la calle de Santa Clara.  Recibió este nombre del convento franciscano de monjas Clarisas fundado en 1471 por Catalina Núñez al quedare viuda del tesorero del rey Enrique IV Alonso Álvarez de Toledo señor de Villafranca. Las casas del matrimonio tenían tribuna a la iglesia de Santa Clara y a la de Santiago. La manzana 429 abarcaba el convento con su iglesia, la de Santiago y las casas del matrimonio citado. Fueron casas con historia y con solera pues en ellas se alojaron los reyes Juan II y Enrique IV y en 1435 vivió en ellas Álvaro de Luna; en ellas nació su hijo Juan que fue conde de Santisteban y Alburquerque y apadrinado por los reyes. El nacimiento se celebró con gran pompa y la madre del neófito, Juana de Pimentel, fue obsequiada por los reyes con un rubí. El siguiente propietario de estas casas fue el conde de Lemus pero todas ellas desaparecieron bajo las ordenanzas de derribo de José Bonaparte. Al mismo tiempo desaparecieron las casas de las manzanas 419, 420, 421, 422, 423 y 424. En ellas habían tenido su vivienda personajes de la antigua nobleza castellana de los siglos XV y XVI. Terminada la contienda contra Napoleón estos solares se reestructuraron y así nacieron las calles de la Unión, Amnistía
, Cruzada, Independencia, Santa Clara y plazuela, Vergara, Ramales, Lazo, Lemus y Velázquez.
La calle de la Cruzada fue una de las calles que surgieron después de abatido el barrio. Se llamó así por haber situado allí el Tribunal de cruzada. En tiempos de los árabes era una gran explanada en torno al alcázar. El terreno fue perteneciendo sucesivamente a la parroquia de San Miguel de la Sagra, a San Gil y a Santiago. Las primeras casas de que se tiene noticia fueron las de los Negrete cuya propiedad pasó al título nobiliario concedido por Carlos III, los condes de Campo Alange; en su palacio se fraguó el concordato entre Fernando VI y la Santa Sede. En una de sus casas, en la señalada con el número 4 vivió y murió el poeta Gaspar Núñez de Arce el 9 de junio de 1903. Sobre los solares de las casas de Andrés Cabrera (mayordomo, consejero y tesorero del rey Enrique IV de Castilla) y Beatriz de Bobadilla (marquesa de Moya) se construyó el cuartel de alabarderos (que luego fue de la Guardia de Franco).

Algunos de los nuevos inmuebles levantados donde estuvieron aquellas casas de la calle de Santa Clara y que alojaron a personajes tan principales albergaron también gente importante y establecimientos famosos como los populares baños existentes en el número 3, fundados en 1831 por Francisco Travesedo o la sede del Colegio de Farmacéuticos trasladada aquí desde la calle de Fúcar lugar de su fundación en el siglo XVIII

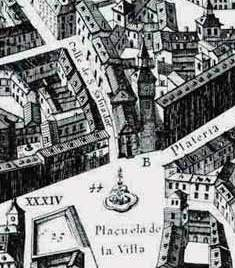
Parroquia de El Salvador en la esquina con la calle Mayor antes de 1840

También en el número 3 vivió y murió el 4 de febrero de 1875 el escritor Narciso de la Escosura, pero quizás el suceso que más recuerda la historia por el impacto y consternación que produjo en aquel Madrid decimonónico fue el suicidio del escritor romántico Mariano José de Larra el 13 de febrero de 1837 cuya vivienda ocupaba también el número 3.
La calle de San Salvador perdió igualmente su nombre además de su iglesia; primero se llamó calle de Luzón y a partir de 1918 calle de los Señores de Luzón en atención a las sucesivas generaciones que fueron constituyendo uno de los linajes más antiguos de Madrid. Esta familia tenía su casa solar en el número 4; frente a ella existió la casa del regidor Velázquez de la Canal cuyo testamento se conserva y en él describe claramente su vivienda:

Primeramente de las casas prenzipales de nuestra morada que tenemos en la villa de madrid que son en la parrochas de san salbador y san niculas en linde de casas del liçenziado cadena y casas del dicho liçençiado que fueron de antonio de torres y de su muger defunto por la una parte y por las otras tres partes las calles publicas con su huerto y corral y bodega 
con todas las vasijas de cubas y tinajas y lagares que ubiere y ay en la bodega de la dicha casa y en la vueba della

La feligresía de San Salvador se incorporó a la parroquia de San Nicolás  en el año 1840 cuando fue derribada la iglesia. En su registro parroquial se conservaba la partida de bautismo del poeta Alonso de Ercilla y en su bóveda estuvo enterrado el arquitecto Juan de Herrera.

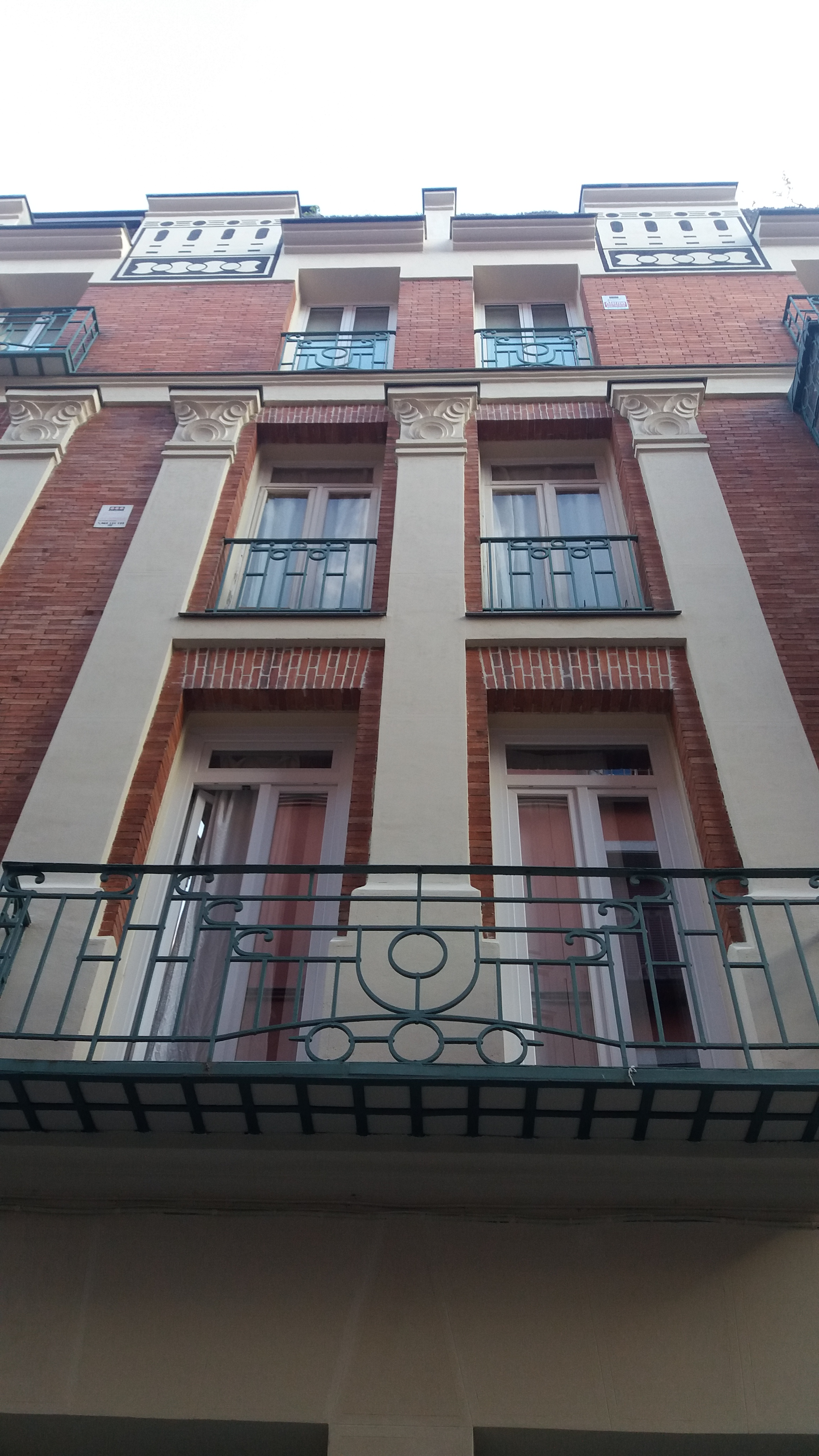
El barrio en el siglo XX. Casa modernista en la calle de los Señores de Luzón

Con la destrucción del barrio cayeron las iglesias de Santiago, Santa Clara y San Juan, esta última ubicada en la manzana 430 en la calle de San Juan. Era muy antigua y estaba dedicada a los dos santos Juanes (Evangelista y Bautista). En su bóveda halló sepultura el pintor Velázquez cuyos restos se perdieron con la demolición. La feligresía de San Juan pasó a la iglesia de Santiago que se llamó desde entonces Santiago y San Juan.
Las calles de San Juan y Santiago habían sido desde el principio dos vías importantes. La calle de San Juan fue testigo del asesinato de Juan de Escobedo que fue la culminación de las oscuras intrigas y luchas de poder  entre este personaje y Antonio Pérez. Fue así mismo testigo de intrigas amorosas entre Antonio Pérez —propietario de algunas casas en esta calle— y la duquesa de Éboli (su esposo también tenía casas en la calle), Ana de Mendoza de la Cerda. Su prima María de Mendoza tuvo también en estos parajes sus escarceos amorosos con Juan de Austria de cuya relación nacería María Ana de Austria y Mendoza cuya vida azarosa fue llevada a la literatura por autores románticos. Además de estos personajes puntuales, la calle era frecuentada y paseada por gente de la nobleza y de la familia real al estar muy cercana al palacio.
La calle de San Juan, su iglesia y su plaza desaparecieron con los derribos de José Bonaparte; en su lugar se sitúa la amplia plaza de Ramales en una de cuyas fachadas el Ayuntamiento de Madrid puso una placa para recordar que en esa iglesia de San Juan fue enterrado en 1736 Filippo Juvarra, autor del primer proyecto del palacio real de Madrid.

## Monumentos y estatuas
En la plaza de Ramales hay un monumento en recuerdo del pintor Velázquez erigido en 1960 con motivo del tercer centenario de su muerte. 
En los jardines de la calle de Bailén muy cerca del lugar de su nacimiento, Madrid dedicó un busto al escritor Mariano José de Larra.

Homenajes
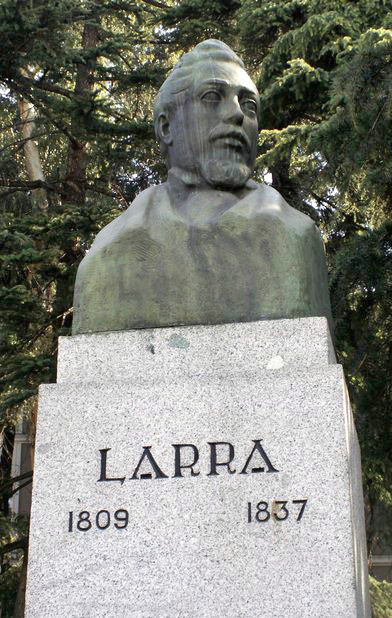
Busto de Larra en la Calle de Bailén de Madrid
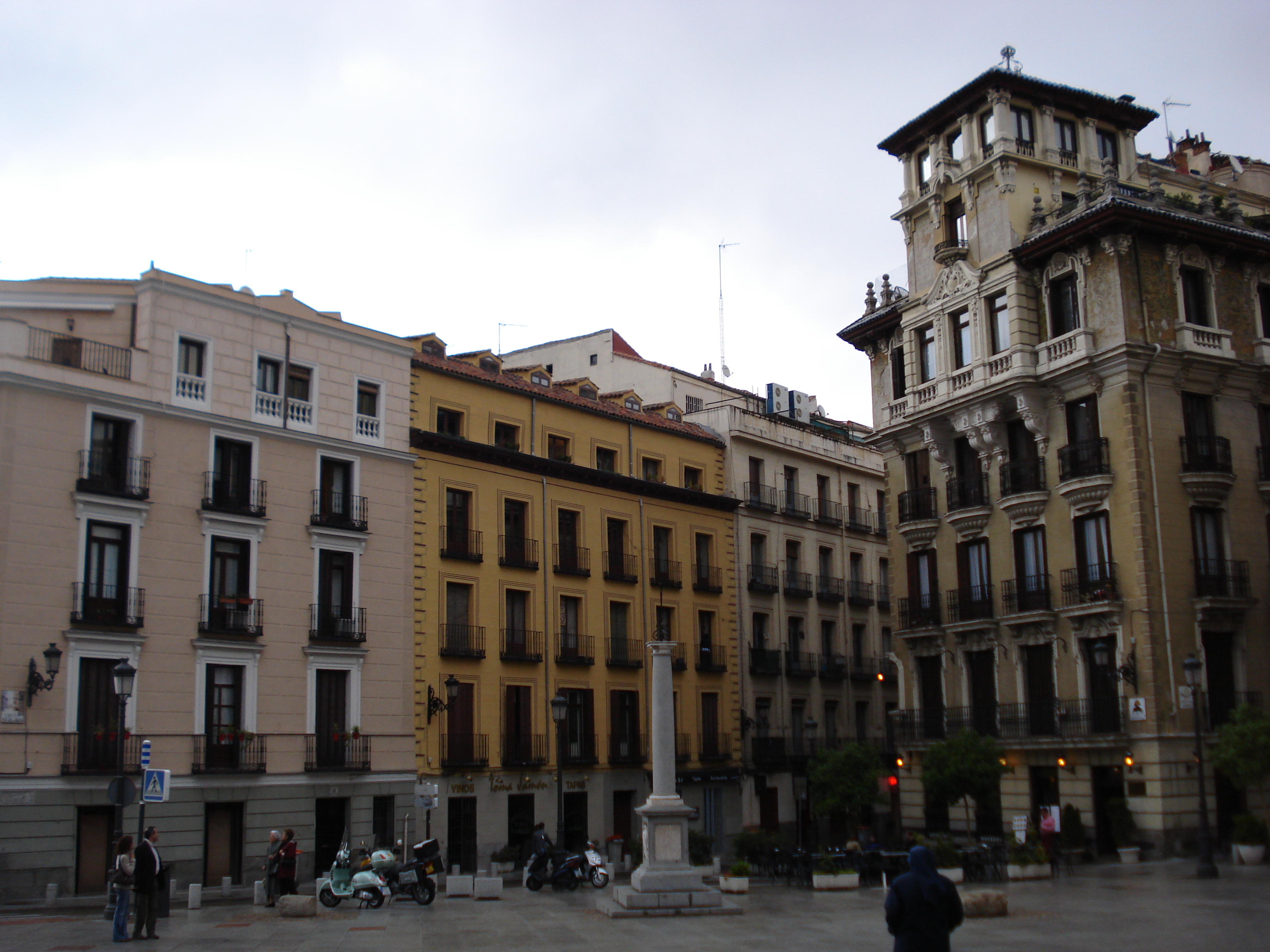
Monolito en homenaje a Velázquez donde se supone que estuvo su enterramiento